# 深圳湾口岸站
深圳湾口岸站是一个属于深圳地铁13号线的地铁车站，也是13号线近期的南端终点站，位于中华人民共和国广东省深圳市南山区蛇口街道东滨路深圳湾口岸北侧，沿东滨路南侧呈东西走向，是深圳湾口岸的配套车站。

## 车站结构

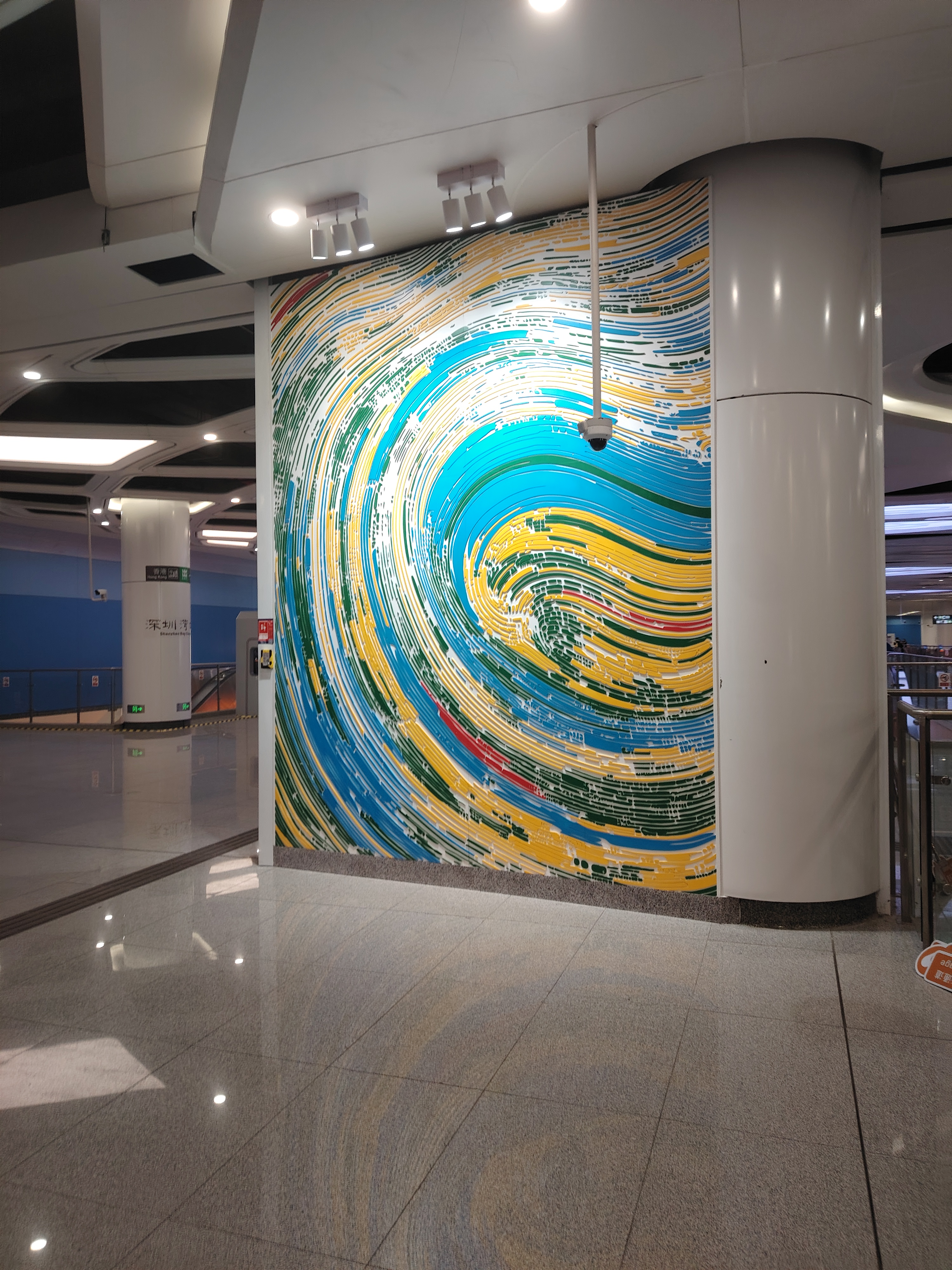
车站艺术

深圳湾口岸站为地下二层西班牙式车站，整体设置于深圳湾口岸交通枢纽地下。由于车站两端相对位置与弯道半径的限制，车站並不平行于东滨路布置，而是采用与罗湖站相似的，带有一定角度的斜交布置。本站也是深圳地铁13号线全线施工难度最大的车站。
车站北侧大里程端设有一对交叉渡线，近期供终到本站的列车站前折返使用，与深圳地铁其他采用西班牙式月台的终点站相似（如罗湖站、4號線福田口岸站和12號線松崗站），但本站并不是永久终点站。（類似3號線大運站）

### 楼层
| 地面     | 深圳湾口岸交通枢纽、车站出入口、公共汽车车站、出租车车站、风井 | 深圳湾口岸交通枢纽、车站出入口、公共汽车车站、出租车车站、风井 |  |  |
| 地下一层 | 车站站厅                                                       | 售票机、客服中心、安检机、车站艺术、商铺、车站控制室、设备机房 |  |  |
| 地下二层 | 13号线站台                                                     | \| \| 1 \| 側式 · 開左邊车门 · 仅下客 \| \| \| \| \| \| 13號線往高新中（人才公园） \| \| \| \| \| 2 3 \| 島式 · ↑開右邊车门 ↓開左邊车门 · 仅上客 \| \| \| \| \| \| 13號線往高新中（人才公园） \| \| \| \| \| 4 \| 側式 · 開右邊车门 · 仅下客 \| \| \| 站台监察亭 |  |  |
|          | 1                                                              | 側式 · 開左邊车门 · 仅下客 |  |  |
|          |                                                                | 13號線往高新中（人才公园） |  |  |
|          | 2 3                                                            | 島式 · ↑開右邊车门 ↓開左邊车门 · 仅上客 |  |  |
|          |                                                                | 13號線往高新中（人才公园） |  |  |
|          | 4                                                              | 側式 · 開右邊车门 · 仅下客 |  |  |

### 出入口
深圳灣口岸站設有三个出入口，所有出口均設有升降機。
| 出口編號                                          | 出口圖片 | 建議前往的目的地                                                                |
| ------------------------------------------------- | -------- | ------------------------------------------------------------------------------- |
| 出口 · A · 升降机标志 · 扶手电梯标志              |          | 望海路東側 深圳灣公園                                                           |
| 出口 · B · 升降机标志 · 扶手电梯标志 · 洗手间标志 |          | 望海路西側（北） 深圳灣口岸旅檢大樓 深圳灣口岸出租車站                          |
| 出口 · C · 升降机标志 · 扶手电梯标志              |          | 望海路西側（南） 深圳灣口岸旅檢大樓 深圳灣口岸公交總站 深圳灣口岸公共運輸交匯處 |
| 註： 設有 \| 設有扶手電梯 \| 設有洗手間           |          |                                                                                 |

## 车站艺术
艺术为一个利用柱子并且使用不断生长的海洋符合作为组合，形成涌动，翻滚的海浪指纹形状。

## 历史

### 13号线一期规划与建设
2017年7月26日，深圳市地铁集团有限公司发布《深圳市城市轨道交通13号线工程环境影响报告书》，其中包含本站，工程名为深圳湾口岸站，原因是本站靠近区域地标深圳湾口岸。
2018年1月10日，深圳地铁13号线一期工程正式开工，其中本站由中建五局承建。
2019年3月28日，深圳湾口岸站完成对望海路的交通疏解工作，为下一步车站主体结构围蔽施工提供了场地条件。
2019年4月16日，深圳湾口岸站主体围护结构超大直径咬合桩开始试桩，刷新了深圳地铁咬合桩施工最大直径的记录，也标志着车站正式进入主体围护结构施工阶段。
2020年9月27日，深-登区间（深圳湾口岸站-人才公园站）明挖段第一块底板混凝土顺利浇筑完成，拉开了深圳湾口岸站主体结构全面施工的序幕。
2020年11月16日，深-登区间左线隧道顺利贯通，是全线第三组贯通的双线区间。
2020年12月30日，深圳湾口岸站主体围护结构顺利围闭，也标志着车站正式进入主体结构施工阶段。
2022年4月22日，深圳市规划和自然资源局发布《关于〈深圳市轨道四期相关线路站名规划〉批准方案的公告》，其中本站继续使用工程名深圳湾口岸站。

### 13号线二期规划与建设
2020年12月29日，深圳地铁13号线二期南延段工程正式开工，线路从本站东端引出。

## 未来发展

### 延伸段开通
深圳地铁13号线将继续延伸至东角头站，开通后本站将不再为本线终点站。目前本线二期南延伸段正在施工中，暂未确定启用时间。
预计延伸段开通后的站台使用情况：
| 站台 | \| \| 1 \| 未啟用 · 側式 · 開右邊车门 · 仅下客 \| \| \| \| \| \| 未來13號線往公明北（人才公园） \| \| \| \| \| 2 3 \| 未啟用 · 島式 · 開左邊车门 · 仅上客 \| \| \| \| \| \| 未來13號線往东角头（日出剧场） \| \| \| \| \| 4 \| 未啟用 · 側式 · 開右邊车门 · 仅下客 \| \| \| | \| \| 1 \| 未啟用 · 側式 · 開右邊车门 · 仅下客 \| \| \| \| \| \| 未來13號線往公明北（人才公园） \| \| \| \| \| 2 3 \| 未啟用 · 島式 · 開左邊车门 · 仅上客 \| \| \| \| \| \| 未來13號線往东角头（日出剧场） \| \| \| \| \| 4 \| 未啟用 · 側式 · 開右邊车门 · 仅下客 \| \| \| |  |  |
|      | 1 | 未啟用 · 側式 · 開右邊车门 · 仅下客 |  |  |
|      | | 未來13號線往公明北（人才公园） |  |  |
|      | 2 3 | 未啟用 · 島式 · 開左邊车门 · 仅上客 |  |  |
|      | | 未來13號線往东角头（日出剧场） |  |  |
|      | 4 | 未啟用 · 側式 · 開右邊车门 · 仅下客 |  |  |

## 接駁交通

### 口岸
本站位于深圳湾口岸交通枢纽内，乘客出闸后可通过口岸前往香港境内，换乘公共汽车或出租车前往香港各处。

### 出租车
深圳湾口岸深港两侧均设有大型出租车场站，乘客可出闸后步行换乘。

## 相关图片
- 站厅
- 站台①
- 站台②③
- 站台④
- 站名书法字

- 车站工地（2020年1月）